# Schistotylus
Schistotylus é um género botânico pertencente à família das orquídeas (Orchidaceae).